# Donne nella rivoluzione francese

La Libertà che guida il popolo (1830) di Eugène Delacroix.

Gli storici del tardo XX secolo si sono trovati a discutere su come le donne abbiano condiviso gli eventi e gli ideali della rivoluzione francese e quale impatto a lungo termine ciò abbia comportato sulla condizione della donna in Francia. Le donne non possedevano diritti politici nella Francia prerivoluzionaria dell'Ancien Régime; erano considerate come cittadini passivi, costrette a fare affidamento sugli uomini per determinare ciò che era meglio per loro. Questo stato di cose ha avuto cambiamenti drammatici in teoria quando hanno cominciato ad esservi notevoli progressi nell'idea di femminismo.
Il femminismo è emerso a Parigi come parte di una più ampia domanda di riforma sociale e politica. Le donne hanno richiesto uguaglianza sociale al pari degli uomini per poi passare alla richiesta di porre termine al secolare dominio maschile. Il loro veicolo principale per la propaganda erano opuscoli e l'istituzione di club femminili, in particolare la Società delle repubblicane rivoluzionarie.
Tuttavia l'elemento giacobino (più radicale) al potere ha abolito tutti i club delle donne nel mese di ottobre 1793 e fatto arrestare le loro leader; il movimento è stato così schiacciato. Lo studioso Louis Devance spiega la decisione in termini di enfasi sulla mascolinità in tempo di guerra, sulla cattiva reputazione di Maria Antonietta per la sua continua interferenza femminile negli affari di stato e sulla tradizionale supremazia maschile.
Un decennio più tardi il codice Napoleonico ha confermato e perpetuato lo status di seconda classe delle donne.

## Ruoli tradizionali
Le donne non avevano alcun diritto politico nella Francia prerivoluzionaria; non potevano votare né esercitare alcuna funzione politico-sociale. Erano considerate come cittadine passive; costrette unicamente a fare affidamento sugli uomini per determinare ciò che era meglio per loro in ambiti di governo. Sono stati gli uomini che hanno definito queste categorie e le donne sono sempre state costrette ad accettare un tale dominio maschile nella sfera politica.
Alle donne era stato insegnato di impegnarsi a favore dei loro mariti e mostrare "tutti i suoi interessi nell'attenzione e nella cura della famiglia con zelo discreto e sincero per la propria salvezza". L'istruzione di una donna spesso consisteva nell'imparare ad essere una buona moglie e madre; di conseguenza le donne non avrebbero dovuto essere coinvolte nella sfera pubblica, il limite della loro influenza rimaneva quello dell'innalzamento della coscienza dei futuri cittadini maschi.
Il ruolo servile della donna prima della rivoluzione era forse meglio esemplificato dal codice fredericiano, pubblicato nel 1750 e attaccato dai filosofi dell'illuminismo nelle loro pubblicazioni.
L'Encyclopédie risultò essere moto influente nell'immediato periodo prerivoluzionario e ha dato il tono al secolo dei lumi; le idee ivi pubblicate esercitarono una notevole influenza sulla successiva rivoluzione in Francia. Scrivendo una serie di articoli sulle donne nella società, Louis de Jaucourt criticò aspramente i ruoli tradizionali assegnati alle donne sostenendo che "sarebbe difficile dimostrare che la regola data dal marito viene dalla natura, in quanto questo principio è contrario all'eguaglianza umana naturale... L'esempio dell'Inghilterra e dell'impero russo dimostra chiaramente che donne possono avere successo in modo eguale in entrambi i tipi di governo, sia quello moderato sia quello dispotico.
Una delle più vaste forme d'influenza che preludono le trasformazioni rivoluzionarie e repubblicane nei ruoli delle donne è quella data dal trattato didattico di Jean-Jacques Rousseau intitolato Emilio o dell'educazione (1762). Alcuni uomini liberali sostennero la parità di diritti per le donne, tra cui il suffragio femminile. Nicolas de Condorcet era particolarmente noto per la sua difesa della condizione femminile, negli articoli pubblicati nel Journal de la Société de 1789 e con la stampa del De l'admission des femmes au droit de cité ("For the Admission to the Rights of Citizenship For Women") nel 1790.

## Azione rivoluzionaria
Quando la rivoluzione fu iniziata alcune donne s'impegnarono con forza in essa, usando il clima politico instabile per affermare la loro natura attiva. Nel tempo della rivoluzione le donne non potevano essere tenute completamente al di fuori della sfera politica; esse hanno compiuto giuramenti di fedeltà e "solenni dichiarazioni di fedeltà patriottica... affermando le responsabilità politiche della cittadinanza".
Charlotte Corday è un primo esempio di donna impegnata nella fazione politica rivoluzionaria della Gironda; ella assassinò il leader politico giacobino Jean-Paul Marat. Per tutto il periodo rivoluzionario altre donne, come Pauline Léon e la "Società delle repubblicane rivoluzionarie", misero in scena dimostrazioni all'Assemblea nazionale costituente e parteciparono spesso alle rivolte utilizzando anche la forza delle armi.

### Agitazioni femministe
La marcia su Versailles dell'ottobre 1789 da parte delle donne del popolo è soltanto uno degli esempi di attivismo militante femminista durante la rivoluzione francese. Mentre in gran parte della componente maschile vi fu una spinta per aumentare i diritti dei cittadini, la questione femminile è stata lasciata indeterminata nella Dichiarazione dei diritti dell'uomo e del cittadino, attiviste come Pauline Léon e Théroigne de Méricourt operavano per la piena cittadinanza da dare alle donne. Alle donne sono stati, comunque, "negati i diritti politici di cittadinanza attiva (1791) e la cittadinanza democratica (1793)".
Pauline Léon il 6 marzo 1792 presentò una petizione firmata da 319 donne all'Assemblea Nazionale chiedendo il permesso di formare un'avanguardia nazionale al fine di difendere Parigi in caso d'invasione militare. Léon chiese la concessione per le donne di armarsi con picche, pistole, sciabole e fucili, così come il privilegio di partecipare agli scontri tra le file della guardia francese; ma questa sua richiesta le venne negata.
Più tardi, nel 1792, de Méricourt chiamò a raccolta le donne per la creazione di una "legione di Amazzoni" al fine di proteggere la rivoluzione; come parte della sua chiamata affermò che il diritto di portare le armi avrebbe trasformato le donne in cittadini.
Il 20 giugno 1792 un certo numero di donne armate partecipò ad un corteo che "passava attraverso le sale dell'Assemblea legislativa, nel giardino delle Tuileries e poi attraverso la residenza del re Luigi XVI". Le donne militanti assunsero un ruolo speciale anche durante i funerali di Marat, dopo il suo assassinio avvenuto il 13 luglio 1793, come parte del corteo funebre e portando a braccia la vasca da bagno in cui lo stesso Marat aveva trovato la morte ed una sua camicia insanguinata.
L'attivismo militante femminista più radicale è stato praticato dalla Società delle repubblicane rivoluzionarie, fondata da Léon e dalla sua collega Claire Lacombe il 10 maggio 1793. L'obiettivo del club era quello di "deliberare sui mezzi da adottare per impedire i progetti dei nemici della rivoluzione"; fino a 180 donne hanno partecipato alle riunioni della società.
Di particolare interesse per la società era anche la "lotta contro l'accaparramento di grano e altre colture e contro l'inflazione". Il 20 maggio 1793 le donne erano tra le prime file di una folla che chiedeva "il pane e la costituzione francese del 1793"; nel momento in cui le loro grida passavano inosservate andarono su tutte le furie "saccheggiando negozi, aggredendo e sequestrando i funzionari addetti alla distribuzione del grano".
La società chiese anche una legge nel 1793 che avrebbe costretto a tutte le donne ad indossare le insegne con la coccarda francese tricolore per dimostrare così la loro fedeltà alla repubblica. Esse hanno inoltre ripetuto le loro richieste per mantenere un controllo rigoroso sui prezzi del pane - il principale alimento dei poveri - il quale rischiava di diventare troppo costoso.
Dopo che la Convenzione nazionale approvò la legge sulla coccarda nel mese di settembre del 1793 le donne repubblicane rivoluzionarie ne chiesero l'applicazione più rigorosa possibile, ma vennero contrastate dalle donne dei mercati, dalle ex serve e dalle religiose che erano fermamente contrarie al controllo dei prezzi e che mal sopportavano gli attacchi rivolti contro l'aristocrazia e la religione; queste mandarono a dire che "solo le puttane e le giacobine indossano coccarde". In seguito scoppiarono scazzottate per le strade tra le due fazioni di donne.
Nel frattempo gli uomini che controllavano i giacobini respinsero le donne iscritte alla Società come pericolose sobillatrici. A questo punto della storia i giacobini avevano ottenuto il pieno controllo sul governo; fecero sciogliere la Società delle repubblicane e decretò che tutti i club femminili e le associazioni ad essi riferentesi erano illegali. Essi ricordarono severamente alle donne che il loro principale compito era quello di rimanere in casa e di occuparsi delle proprie famiglie lasciando gli affari pubblici agli uomini. Le donne organizzate in modo permanente sono state tagliate fuori dall'evolversi della rivoluzione a partire dal 30 ottobre 1793.
La maggior parte di queste donne esteriormente attiviste vennero così punite per la loro militanza; il tipo di punizione ricevuta durante la rivoluzione per coloro che trasgredivano includeva la denuncia pubblica, l'arresto, l'esecuzione o l'esilio. Théroigne de Méricourt fu arrestata e frustata pubblicamente, per poi trascorrere il resto della propria vita condannata ad un manicomio. Pauline Léon e Claire Lacombe furono arrestate e poi rilasciate, ma continuarono a subire la pena del ridicolo e l'abuso per il loro attivismo. Molte tra le donne rivoluzionarie sono state fatte giustiziare pubblicamente per "cospirazione contro l'unità e l'indivisibilità della Repubblica".

### Le scrittrici
Mentre alcun donne scelsero un percorso militante e spesso violento, altre decisero invece d'influenzare gli eventi attraverso la scrittura, le pubblicazioni e gli incontri. Olympe de Gouges scrisse un certo numero di opere teatrali, racconti e romanzi; le sue pubblicazioni hanno sottolineato che le donne e gli uomini sono differenti, ma questo fatto non gli dovrebbe impedire di essere uguali avanti alla legge. Nella sua "Dichiarazione dei diritti della donna" insistette particolarmente sul fatto che le donne meritavano i propri diritti, in particolare nelle aree che le riguardavano direttamente, come il divorzio e il riconoscimento dei figli naturali.
De Gouges espresse anche opinioni politiche non di genere; anche prima dell'inizio del regime del Terrore non mancò di rivolgersi a Maximilien Robespierre usando lo pseudonimo di "Polyme" e definendolo "infamia e vergogna" della rivoluzione. Avvertì l'estremismo verso cui stavano andando incontro i leader rivoluzionari; affermò che era pronta a sacrificare sé stessa gettandosi nella Senna se Robespierre avesse dovuto unirsi a lei, cercando disperatamente di catturare l'attenzione dei cittadini francesi e di sensibilizzarli ai pericoli che rappresentavano Robespierre ed i rivoluzionari giacobini. Per questi scritti e per aver difeso assieme ad altri repubblicani il re Luigi XVI, fu ghigliottinata il 3 novembre 1793. Il procuratore della Comune di Parigi, Pierre-Gaspard Chaumette, in un discorso ai repubblicani, manifestò compiacimento per la sua condanna a morte, meritata secondo lui, se non altro perché aveva "dimenticato le virtù che convenivano al suo sesso". Olympe de Gouges suggerì fin dall'inizio la figura della volontaria patriottica che venne adottata dalla Convenzione nazionale nel 1789.
Marie-Jeanne Roland de la Platière è stata un'altra importante attivista femminile. Il suo obiettivo politico non era incentrato specificamente sulle donne o sulla loro liberazione; si concentrò bensì su altri aspetti del governo, ma fu una femminista in virtù del fatto che era una donna che lavorava per influenzare il mondo. Le sue lettere personali rivolte ai leader della politica influenzarono la rivoluzione; inoltre ospitò spesso riunioni politiche dei girondini (Brissotins), gruppo politico che permise alle donne di unirsi.
Sebbene limitata dal suo genere, Madame Roland prese su di sé il compito di diffondere l'ideologia rivoluzionaria con parole ed eventi, oltre ad assistere i suoi alleati nella formulazione delle idee politiche. Incapace di scrivere direttamente libelli o partecipare attivamente alla formazione del governo Roland influenzò i suoi alleati e pertanto promosse il proprio programma politico. Roland attribuì la mancanza d'istruzione delle donne al fatto che fossero estranee agli affari pubblici, o perché troppo deboli o per la loro mancanza i coinvolgimento nella sfera pubblica. Credeva che fosse una tale educazione inferiore che le avesse trasformate in persone sciocche, ma le donne "potrebbero facilmente concentrarsi su progetti di grande significato" se solo gliene venisse data la possibilità.
Mentre veniva condotta al patibolo Madame Roland sembra gridasse: "O Libertà! Quali crimini si commettono in tuo nome". I testimoni della sua vita e morte, gli editori e i lettori aiutarono a completare i suoi scritti e diverse edizioni furono pubblicate postume. Mentre non si concentrò sulla politica i genere nei suoi scritti, assumendo un ruolo attivo nel periodo tumultuoso della rivoluzione, Roland prese posizione a favore delle donne del tempo, dimostrando ch'esse potevano assumere un ruolo attivo ed intelligente nella politica.
Anche se le donne non guadagnarono il diritto di voto a seguito dell'impegno rivoluzionario, ampliarono notevolmente la loro partecipazione negli affari pubblici; esse fissarono dei precedenti per le generazioni di femministe a venire.

### Donne controrivoluzionarie
Un aspetto importante della rivoluzione francese è stato il movimento di scristianizzazione con il Culto della Ragione, movimento con cui molte persone del popolo non si trovavano affatto d'accordo. Soprattutto per le donne che vivevano nelle zone più rurali del paese la scomparsa della Chiesa cattolica ha significato una perdita di normalità. Per esempio il suono delle campane della chiesa risuonavano attraverso le citte chiamando a raccolta la gente per confessarsi ed era un simbolo di unità per la comunità. Con l'inizio della campagna di scristianizzazione della repubblica si fecero improvvisamente tacere queste campane e si cercò contemporaneamente di mettere a tacere il fervore religioso della popolazione cattolica di maggioranza.
Quando sono stati implementati tali cambiamenti rivoluzionari alla Chiesa cominciò a generarsi un movimento controrivoluzionario, in particolare tra le donne. Anche se alcune di queste avevano abbracciato le modifiche politiche e sociali della rivoluzione, si opposero allo scioglimento della Chiesa cattolica e alla sua sostituzione attraverso la formazione di culti rivoluzionari come quello dell'Essere Supremo sostenuto da Robespierre. Come sostiene lo storico britannico Olwen Hufton queste donne iniziarono a vedere sé stesse come "difenditrici della fede". Presero su di sé il compito di difendere la Chiesa da ciò che interpretavano come un cambiamento eretico per la loro fede imposto dai rivoluzionari.
Le donne controrivoluzionarie resistettero a ciò che videro come l'intrusione dello stato nella loro vita. Economicamente molte donne contadine si rifiutarono di vendere le loro merci tramite assegnati perché una tale forma di moneta era instabile ed era sostenuta dalla vendita dei beni confiscati alla Chiesa. Di gran lunga la questione più importante per le donne controrivoluzionarie fu il passaggio della proposta, e la sua successiva esecuzione, della costituzione civile del clero nel 1790. In risposta a questa misura le donne in molte aree del paese incominciarono a far circolare opuscoli anti-giuramento rifiutando al contempo di partecipare alle messe celebrate dai sacerdoti che avevano prestato giuramento di fedeltà alla repubblica. Questo fatto diminuì l'influenza sociale e politica di quei sacerdoti perché le donne non li cercavano più per i battesimi, i matrimoni e le confessioni, anzi presiedettero ad altre congregazioni minori in segreto. Nascondevano invece i sacerdoti rimasti fedeli e partecipavano alle messe tradizionali clandestine. Queste donne continuarono a rispettare le pratiche tradizionali come le sepolture cristiane e il battesimo dei loro figli con nomi di santi, nonostante i decreti rivoluzionari andassero in senso contrario.
Fu questa decisa resistenza alla costituzione civile del clero e alle campagne di scristianizzazione che giocò un ruolo importante nel riemergere della Chiesa cattolica come istituzione sociale di primo piano. Hufton nota, a riguardo delle donne contro-rivoluzionarie: "Perché fu il loro impegno per la sua religione ad aver determinato nel periodo post-Termidoro il riemergere della Chiesa cattolica ..." Anche se hanno lottato duramente, queste donne sono state poi rivendicate nel loro tentativo di ristabilire la Chiesa e, quindi, anche per ristabilire la vita familiare tradizionale e la stabilità sociale. Questo si può vedere nel Concordato del 1801, che formalmente reintegrò la Chiesa cattolica in Francia. Questo atto è venuto dopo anni di tentativi di scristianizzazione o di religione controllata dallo Stato, che sono stati sventati in parte a causa della resistenza delle donne religiosamente devote e controrivoluzionarie.

### Risorse primarie
- Levy, Darline Gay, ed. Women in Revolutionary Paris, 1789-1795 (1981) 244pp excerpt and text search
- Marquise de Maintenon "Instruction to the Nuns of St. Louis," in Writings by Pre-Revolutionary French Women. ed. Anne R. Larsen and Colette H Winn. (New York: Garland Publishing Inc., 2000), 321.
- Sophie Mousset, Women’s Rights and the French Revolution, Joy Poirel, Transaction Publishers, 2007, ISBN 0-7658-0345-3.
- Walker, Leslie H. "Sweet and Consoling Virtue: The Memoirs of Madame Roland[collegamento interrotto]" Eighteenth-Century Studies, French Revolutionary Culture (2001): 403–419.
- "Women." The Encyclopedia of Diderot and d’Alembert. University of Michigan Library, n.d. Web. 29 October 2009. < http://quod.lib.umich.edu/d/did/>.